# Stiria sulphurea
Stiria sulphurea är en fjärilsart som beskrevs av Berthold Neumoegen 1882. Stiria sulphurea ingår i släktet Stiria och familjen nattflyn. Inga underarter finns listade i Catalogue of Life.